# Renzo Biasion
Renzo Biasion (Treviso, 30 maggio 1914 – Firenze, 7 febbraio 1996) è stato un pittore, incisore, critico d'arte e scrittore italiano.

## Biografia
Nato a Treviso nel 1914, ma di antica famiglia Veneziana, si trasferisce a Venezia ove si diploma presso il locale liceo artistico ed insegna disegno nelle scuole secondarie. Nel 1940, all'entrata in guerra dell'Italia nel secondo conflitto mondiale, combatte sul fronte greco-albanese come sottotenente di fanteria e inizia la stesura di un diario di guerra che andrà perduto. Dopo la campagna di Grecia è trasferito, con le truppe tedesche, a Creta. Con l'annuncio dell'armistizio dell'8 settembre 1943 e lo sbandamento dell'esercito italiano, è fatto prigioniero dai tedeschi e inviato nei campi di concentramento prima nei Paesi Bassi, poi in Polonia e Germania. Durante la prigionia esegue disegni del lager e ritratti dal vero di militari italiani e tedeschi, iniziando anche a scrivere un diario. Nel 1944, riuscito a fuggire, torna in Italia.
Con il dopoguerra, Biasion riprende l'insegnamento ed espone alcune opere in una galleria d'arte veneziana, suscitando l'apprezzamento del poeta e saggista Sergio Solmi. Le tragiche esperienze vissute in guerra e nella prigionia vengono trasfuse nel diario Tempi bruciati, pubblicato nel 1948 con la revisione di Vittorio Sereni, e in disegni, dipinti e incisioni. Inizia anche a comporre la serie di racconti, ugualmente ispirati ai ricordi di guerra, che daranno vita a Sagapò, romanzo che Elio Vittorini farà stampare nella collezione I Gettoni di Einaudi nel 1953. E proprio a Sagapò (in lingua greca ti amo), la sua opera letteraria più nota, si ispirerà il film Mediterraneo, diretto nel 1991 da Gabriele Salvatores, vincitore del premio Oscar al miglior film in lingua straniera nel 1992.
Numerose sono le sue collaborazioni come critico d'arte e letterario a periodici come Il Verri, Le Vie d'Italia, quotidiani: Gazzetta del popolo, il Resto del Carlino, Corriere d'Informazione. Sul settimanale Oggi ha curato per trentacinque anni una rubrica d'arte.
Muore a Firenze a ottantadue anni nel 1996.

## Opere

### Narrativa
- Tempi bruciati, Milano, Edizioni della meridiana, 1948. 2ª ed. Novate Milanese, Prospero, 2023. ISBN 979-12-81091-06-1.
- Sagapò, Torino, Einaudi, 1953. 4ª ed. Torino, Einaudi, 2014. ISBN 978-88-06-22420-2.
- Spinalonga. Racconto, Milano, All'insegna del pesce d'oro, 1963.
- Pasqualino Locoforte e altri racconti, con due acqueforti dell'Autore, Ancona, Bucciarelli, 1965.

### Critica d'arte, cataloghi e saggistica
- Le torri di Bologna, Bologna, Nuova Abes, 1960.
- La rivolta dei giovani, Venezia, Arti grafiche Sorteni, 1955.
- Sculture di Angelo Biancini, Bologna, Gamma), 1962.
- L'obiettore di coscienza. Le mie scuole, [s.l.], Bischi, 1966.
- Mostra commemorativa di Orazio Pigato. 1896-1966, Verona, a cura del Comune, 1968
- Enzo Morelli, Milano, Arti grafiche Crespi & Occhipinti, 1969.
- Liricità di Orazio Pigato, Verona, Ghelfi, 1971.
- Scuola di figura, Verona, Ghelfi, 1971.
- Nuccia Ambrosio, Catalogo della mostra tenutasi a Bologna, galleria d'arte Caldarese, dal 15 al 28 aprile 1972, Torino, AES, 1972.